# دی‌کلازپام
دی‌کلازپام (انگلیسی: Diclazepam) یک بنزودیازپین و آنالوگ عملکردی دیازپام است. اثربخشی و ایمنی روی انسان آزمایش نشده است.